# NGC 1360
NGC 1360, auch Ei des Rotkehlchens benannt, ist die Bezeichnung eines planetarischen Nebels im Sternbild Fornax. NGC 1360 hat eine Helligkeit von 9,4 mag und eine Winkelausdehnung von 11,0' × 7,5'. Der planetarische Nebel zählt zu den Objekten mit den meisten unabhängigen Entdeckern: Die Erstbeobachtung gelang Lewis Swift im Jahr 1859. Allerdings veröffentlichte er diese Beobachtung erst 1885, so dass die Astronomen Ernst Wilhelm Leberecht Tempel (1861), Friedrich August Theodor Winnecke (1868) und Eugen Block (1879) das Objekt unabhängig voneinander fanden und beschrieben.
NGC 1360 ist ein etwa 350 pc entfernter, ausgedehnter planetarischer Nebel ohne scharf umrissene Hüllengestalt. Seine Hüllenform lässt sich durch einen prolaten Ellipsoid beschreiben, wobei eine Hauptachse die doppelte Länge und einen Winkel von 60° gegenüber der Sichtlinie aufweist. Für den Nebel wurde ein kinematisches Alter von rund 10.000 Jahren bestimmt, sowie eine Dichte von weniger als 130 Wasserstoffatomen pro Kubikzentimeter. Dies legt nahe, dass sich der Nebel bereits auflöst und mit der interstellaren Materie zu vermischen beginnt.